# الاتحاد العالمي لجمعيات أطباء التخدير
الاتحاد العالمي لجمعيات أطباء التخدير ويُعرف اختصارًا WFSA، هو اتحاد دولي للجمعيات المهنية الوطنية المستقلة لأطباء التخدير. يقع مقر أمانة الاتحاد في لندن، المملكة المتحدة.
الاتحاد هو أول تحالف عالمي لأطباء التخدير، ومن خلال اتحاد يضم 135 جمعية عضوًا، يوحد أطباء التخدير من 145 دولة حول العالم لتحسين رعاية المرضى والوصول إلى التخدير الآمن والطب المحيط بالجراحة. كل أربع سنوات، يستضيف الاتحاد وأعضاء الجمعية المؤتمر العالمي لأخصائيي التخدير، مع عقد الاجتماع الحالي في براغ في عام 2021، والاجتماع التالي المقرر عقده في سنغافورة في عام 2024.

## روابط خارجية
- الموقع الرسمي